# Breznička (Prešov)
Breznička (in ungherese Kisberezsnye) è un comune della Slovacchia facente parte del distretto di Stropkov, nella regione di Prešov.